# 通信士
通信士（つうしんし）とは、電気通信設備による情報交換に従事する者をいう。この項目では通信士という職種の変遷について述べる。なお過去の事例の解説で、現在の日本における用語を使用したところがある。

## 概要
21世紀の電気通信設備は殆んど自動化されており、それを操作する人間は通信端末の利用者に限られるのが普通である。しかし技術の未発達な時代には、情報と電気信号との相互変換や通信回線の設定 などを、人間の手によって行なう必要があった。
通信士の職務は主に文字情報のやりとりで、電信技士・無線士・無電技師、などとも呼ばれた。19世紀初頭に出現した有線電気通信の従事者に始まり、20世紀の半ば以降は、船舶や航空機などに関する無線通信の従事者を指すことが多い。この場合の通信士は、同時に移動体の乗員あるいは交通管制などの係員 でもあるのが通例である。

## 有線電信の通信士

### モールス通信士の出現
19世紀初頭に、電気的手段により情報を送受する各種の技術が出現した（電信#歴史）。これらの中から主流となったのは実用的なモールス式である。これは短点と長点から成るモールス符号で文字を表わし、それを電気的手段で送受する方式である。

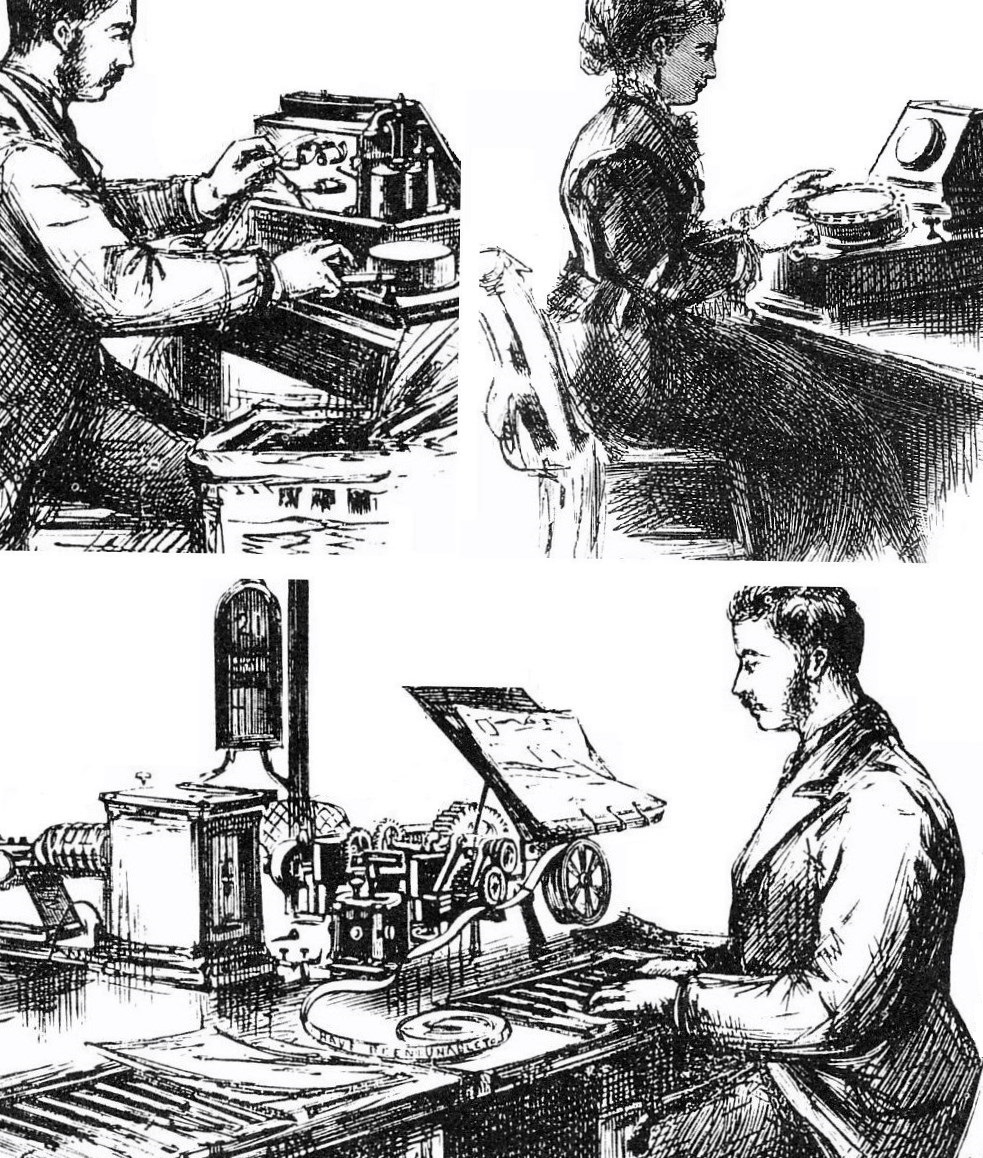
草創期の通信士たち。右上は円盤から字を選ぶブレゲー式で、日本で最初に使われたシステム。左上のモールス式は印字機を使用するタイプ。ピアノのようなのはヒューズ式で、テープに文字を印刷できる。

モールス通信は、送信は片手首による電鍵の操作であり、また受信では聴覚のみ働かせればよく、電文を見たり書いたり、あるいは機器を調整したりしながらでも通信できる。これ以外のシステムは表示を注視しながら両手を動かすような操作方法が多く、また複雑な割には通信速度の遅いものも多かった。
オンとオフとを表示する何らかの手段があれば、モールス符号を用いて情報交換を行なうことができる。後述する無線通信も、符号に従い電波を断続することから始まった。モールス通信の技能は、有線電信による電報の送受以外にも広く使われるようになった。
実用的なモールス通信ができるまでには数ヶ月の訓練を要する。この技能を用いる通信士という職業は、19世紀後半には世界中で成立していた。また海底ケーブルによる大陸間通信に従事する者も出現する。国境を越える電気通信を行うために、運用面･技術面での国際的な統一基準を制定する動きも始まった（ドイツ＝オーストリア電信連合）。
20世紀に入ると、電文を自動的に受信できる印刷電信機が実用に供される。送信側では電鍵ではなくタイプライターと同様の鍵盤 (入力装置)で情報を送るようになり、有線の手動モールス通信 は、先進国では二次大戦後には姿を消し、21世紀の現在では途上国においても消滅している。

### 日本の有線電信従事者
電気通信事業は国家による運営から始まることが多い。日本では二次大戦終了後まで、運輸通信を管轄する逓信省が公衆通信（電気通信役務）などの現業も行なっており、電気通信省などを経た1952年の公社化まで、有線系の通信士は基本的に公務員だった（日本電信電話公社#概要）。
電報発信を依頼するのは主に郵便局の窓口であり、局によってはモールス通信も行なっていた（電報電話局#概要）。当時の電信網は人手に頼る要素が多く、多数の通信従事者を必要とするため、専門の養成機関も充実していた。公衆通信以外でも鉄道をはじめ、軍隊や警察なども全国的な電信網を擁していた。
1920年代には東京大阪間などの基幹回線から印刷電信機の導入が始まり、戦後の高度成長期を迎える頃には有線モールスの通信士は姿を消していた。さらに70年代までには電報送受や電話交換 などの殆んどが自動化され、また固定地点間の通信にも無線技術が大幅に導入された（#陸上無線）。
これらのシステムに要する人員は保守点検の技術者であり、通信そのものに人手を要することは、利用者の端末操作を除きほとんどなくなった。1985年の電気通信自由化に際して新設された有線系通信の国家資格も、管理や工事に関するものである。
タイプライターを扱える人が少なかった日本では、テレックスなどの運用には専任者を要することが多かった。日本語のワープロソフトが開発されパソコンが普及した90年代以降は、利用者自身が電子メールなどを送受するのが普通である。有線系の文字通信を他者のために運用する職種は、21世紀の日本では電報の受付などに残る程度となった。

## 無線通信士の資格制度

### 無線の資格が必要な理由
20世紀初頭に実用化された無線通信は、国防面での重要性もあり国家管理の下に置かれた。また1980年代頃までの電気通信事業は国家や公企業による運営が一般的であり、これは無線通信による場合も同様だった。
ただ無線は有線通信とは異なり、船舶などの移動体や離島などの遠隔地といった、公的機関の運営には適さない利用形態も多い。そこで民間における無線の利用を広く認めることとし、その通信従事者には国家が認定した有資格者を充て、もって間接的な管理を確保する制度が導入された。また国境を越える無線通信のため各国間の協調が必要となり、20世紀初頭には専門の国際組織も発足した。また各国の船舶や航空機が共存する海や空において、国際的に通用する通信士の資格も設けられた。
有線通信においては運用と技術の担当者は別なのが一般的であるが、特に私設の無線通信では、通信従事者は設備の点検や修理も行なう場合が多く、広範囲な能力を身に付ける必要がある。一次大戦後の先進諸国では、無線通信士という専門職は一般にも認知される存在となっていた。
現在では軍事用などを除く全ての無線局に対し、公設私設を問わず同一の法制度を適用する国が多く、執務する者についても共通の資格要件を課すのが普通である。また船舶や航空機の無線局では、通信従事者の条件が国際的に定められている。

### 日本における資格制度の変遷
日本では1915年制定の無線電信法により、国家が直接管理しない私設の無線通信が認められた。これに従事する者として法定されたのが、日本における無線通信士の始まりで、現在の国内および当時の勢力圏に制度が適用されていた。通信士に対する需要が高まると資格取得のための学校も設立され、日本においても無線通信士という技術専門職が確立した。
有資格者の職場は殆んどが私設の無線局で、船舶を中心とした移動体やそれらと通信する陸上局が多かった。ただ全ての通信士がこの資格を必要としたわけではなく、逓信省や陸海軍の場合は、所定の教育訓練を受けた者なら無資格でも従事できた。また私設局であっても、特に陸上の局でモールス通信を行なわない場合は無資格で電波を出せることが多かった。
逓信省が提供する業務を利用し難い場合に限り、私設の設備により主に設置者のための電気通信を行なうことを認める、という制度は、電波の政府管掌を規定（第1条）した無線電信法が戦後の1950年（昭和25年）に廃止されるまで継続した。この制度においては、無線通信士も特定の条件下においてのみ有効な国家資格であったといえる。
戦後の1950年に施行された電波法の目的は電波の有効利用であり（）、自衛隊の一部を除く全ての無線局は共通の法制度下にある。通信に携わる者についても公設私設による違いはなく、その資格は条文が直接規定している。また設備の保守管理にも有資格者を要するのが基本となるなど、無線従事者の種別は通信士だけではなくなった。資格取得は試験合格を経るのが基本だが、所定の教育課程終了による取得も多い。なお無線局の様態によっては、執務に無線従事者以外の資格を要する場合があり、操作範囲などが事実上制限されてしまうこともある。
20世紀末になると特殊な技能を有さなくとも操作できる設備が増え、無資格で運用できる無線局が増加した。資格を要する場合も、無線を必要とする局面が増加したこともあり、操作者の全員に資格の所持を求めるのは非現実的になってきた。日本の無線関係の資格は、1980年代までは基本的に業務独占資格であったが、1989年の電波法改正においては必置資格としての面を強めることとし、その無線局に所属する有資格者のうち主任無線従事者として選定された者の監督下ならば、無資格者であっても運用を行なえる制度が導入された。

## 無線通信士の職場

### 船舶無線

#### モールス通信の時代
無線の実用化と時を同じくして、船舶通信士という職業が出現した。ただ初めのころは船客の電報を扱うサービス係として遇されることが多く、航海安全における無線の重要性はあまり認識されていなかった。また能力や自覚に欠ける通信士も少なくなかったようである。

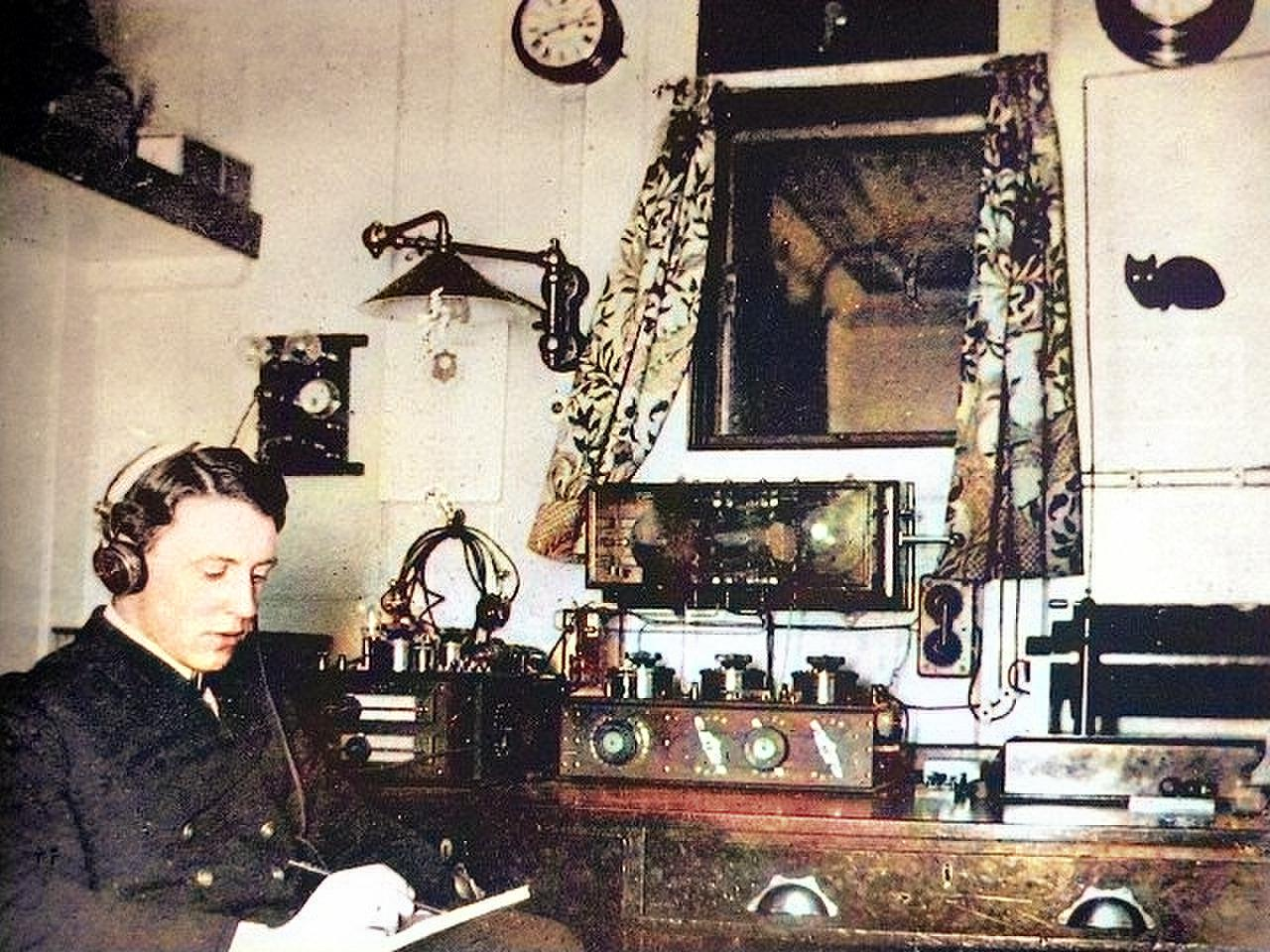
オリンピック号無線室の様子（1913年）。姉妹船のタイタニック号と同様に、マルコーニ社の機器を使用している。通信士も同社からの派遣で、船員組織の一員ではなかった（グリエルモ・マルコーニ#タイタニック）。

これらを変えるきっかけとなったのは、タイタニック号沈没事故における無線通信の不手際である。一次大戦後は遭難など緊急時の通信に関し、多国間条約による国際協力が行われるようになり、
また船舶通信士の国際的な能力基準も制定された。また電波航法の実用化もあり、船舶と通信する海岸局も陸上に設置されて有線系通信との連係体制も整ったので、無線の重要性は広く認められるに至った。
日本の船舶で無線通信が正式に行われるようになったのは1908年 からで、海岸局も設置された。初期の従事者は逓信省の元有線通信士で、1915年に私設の無線設備が認められるまでは、船舶局の通信士は官員つまり公務員だけだった。1920年代からは一定以上の船舶に対し無線の装備が強制されるようになり、民間人の船舶通信士も増加したが、船員組織における地位は不明確だった。正規の船舶職員とされたのは1944年からで、モールス通信を行なう船舶は強制か否かにかかわらず、船員組織に無線部を設けねばならないことになった。無線部の船舶職員は電波行政で規定する資格と、海技従事者としての船舶通信士免状 とを併有している必要があり、これは現在でも同様である。
二次大戦後は無線電話が発達し、また電波航法の自動化も進んだので、専任の通信士が乗務しない電話のみの船が増えた。1952年以降は無線の装備を強制される船舶であっても、種別やトン数によっては電話の設備だけでも良いこととなり、この場合は専任の通信士である無線部職員も必要としない。
さらに1960年代には短波帯の無線電話が導入され、モールス通信なしでも遠洋から連絡が取れるようになる。そして70年代には船舶電話など、特に無線の能力を要さない一般通信も普及してきた。
1970年代以降の国内航路で電信用設備と専任通信士とを義務付けられるのは、近海以遠を航海する客船や大型貨物船のみとなっていた。ただ実際にはモールス通信を行なう小型の内航船や沿海フェリーも存在した。また電話専用の資格で国際通信を行なえるもの が80年代初頭まで存在しなかったため、国際航路では専任通信士によるモールス運用が一般的だった。これらには労働政策上の理由もあるが、日本ではあまり大きくない船でも長距離長期間の航海を行なうことが多く、専門的能力を有する通信士を乗船させる必要があったためでもある。いっぽう漁船も航行区域が広範囲に亘るため、法律的には電話のみで済む場合でも、近海以遠では電信用の設備を有している船が多かった。ちなみに遠洋漁業では、短波帯のモールス通信が今なお行なわれている。

#### GMDSSへの移行
80年代に入ると船舶近代化に伴ない、衛星通信

やNBDP

が導入され、また通信士の資質向上も図られた

。ところが最も大切な緊急時用の無線は、モールス通信など人手に頼る要素も多く、この戦前から続くシステムと新技術との乖離が問題となってくる。

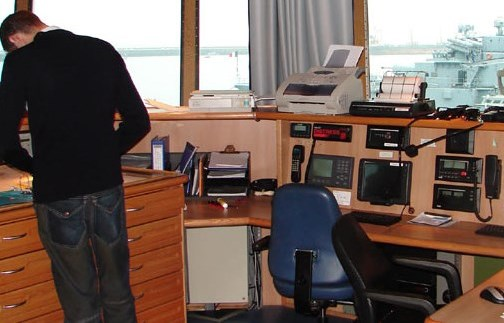
GMDSSには「無線室」という概念がない。マイクロホン始め制御装置は全部ブリッジ（船橋）に置かれ、航海士が海図作業と共に無線通信を担当している。フランス船アルゴノート号（2005年）。

90年代初頭にGMDSS（世界海洋遭難安全システム）が導入され、遭難信号を非常用位置指示無線標識装置（EPIRB）によって自動的にデジタル伝送できるようになった。モールス通信とその従事者は船舶無線の国際的な必須条件から外され、新システムに適合した通信士の資格も定められた。
日本ではこの改正に対応して、モールスの技能を要さない船舶無線用の通信士資格が新設された。また船舶職員制度の改正も行なわれ、必要な海技従事者資格も新設された。さらに他部の船舶職員が無線部の職員を兼任できるようになると共に、いわゆる大型船舶の船長や航海士に対し無線従事者資格の所持が義務付けられたので、21世紀に入ると無線を要する民間船舶の殆んどから専任の通信士が消えた。ただ海上保安庁や自衛隊などの公用船では、運航関連以外の通信は専任者によることも多い。また海事教育機関の練習船には、教官でもある船舶通信士が乗務している。
従来は通信士の手によっていた公衆通信なども、利用者が自分で携帯電話網や衛星回線を運用するようになったので、電気通信事業者の海岸局は全廃された。ただ地方自治体や漁業協同組合が運営する漁業用の海岸局が全国に存在し、電報を送受しているところもある。海運業者は所属船のため、主にVHF帯の海岸局を有しているが、海事衛星経由のデータ通信も多くなってきた。
海上保安庁の海岸局などには多数の通信士が勤務しているが、
1996年以降モールス通信は基本的に使用されていない。また海上交通センター（マーチス）や自治体のポートラジオでは、係員が無線電話で運航管制などを行なっている。

### 陸上無線
固定地点間の通信は有線が基本であるが、電線を引く必要のない無線通信も早くから使われている。
特に日本の国際通信は外国企業が運営する海底ケーブルから始まったため、外国と直接連絡できる無線回線は通信自主権の面からも要望が高く、またいわゆる外地との回線も重要だった。また1920年代にはラジオ放送が始まり、多数者への一方向通信という無線の新しい利用形態も生まれる。
これらの陸上無線では、モールスなどの通信技能を要さない純技術的な業務が多く、通信士の資格を有さない者も多数従事していた。
二次大戦後は陸上無線でも自動化が進展し、国際電報などの手動モールスは衛星通信や海底同軸ケーブルが導入される1960年代には消滅した。また行政（治安・防衛・運輸など）や報道（通信社など）で運用されていた短波回線も、20世紀末までに殆んどが衛星通信へと転換された。
21世紀の固定地点間無線通信は、特に電気通信役務用では有線通信と一体化しているのが普通である。
なお陸上無線におけるモールス以外の運用は、ほとんどの場合は無資格で可能だが、管理を行なう有資格者の配置を要する場合もかなりある。
陸上を移動する無線通信 は電話が中心で、また普及したのが二次大戦後ということもあり、運用は利用者自身によるのが導入時から一般的であった。各々の無線設備の操作は現在では無資格でも構わないのが普通である。有資格者を要するシステムの場合も、無線従事者は基地局などの１名で済むことが多い（陸上移動局#操作）。なお自衛隊・警察・消防などの陸上無線では、移動する側にも通信運用の専任者が存在する場合がある。

### 航空無線

#### 乗務通信士の時代
20世紀初頭に出現した飛行機や飛行船 にも、一次大戦のころから通信士が乗務するようになった。戦間期の技術では航空機における無線電話通信には不備な点が多く、専従者によるモールス通信が多かった。ちなみに乗客の公衆電報も取り扱った例がある。乗務通信士はコックピットの一員として運航に従事しており、無線通信や電波航法 の全てを担当していた。

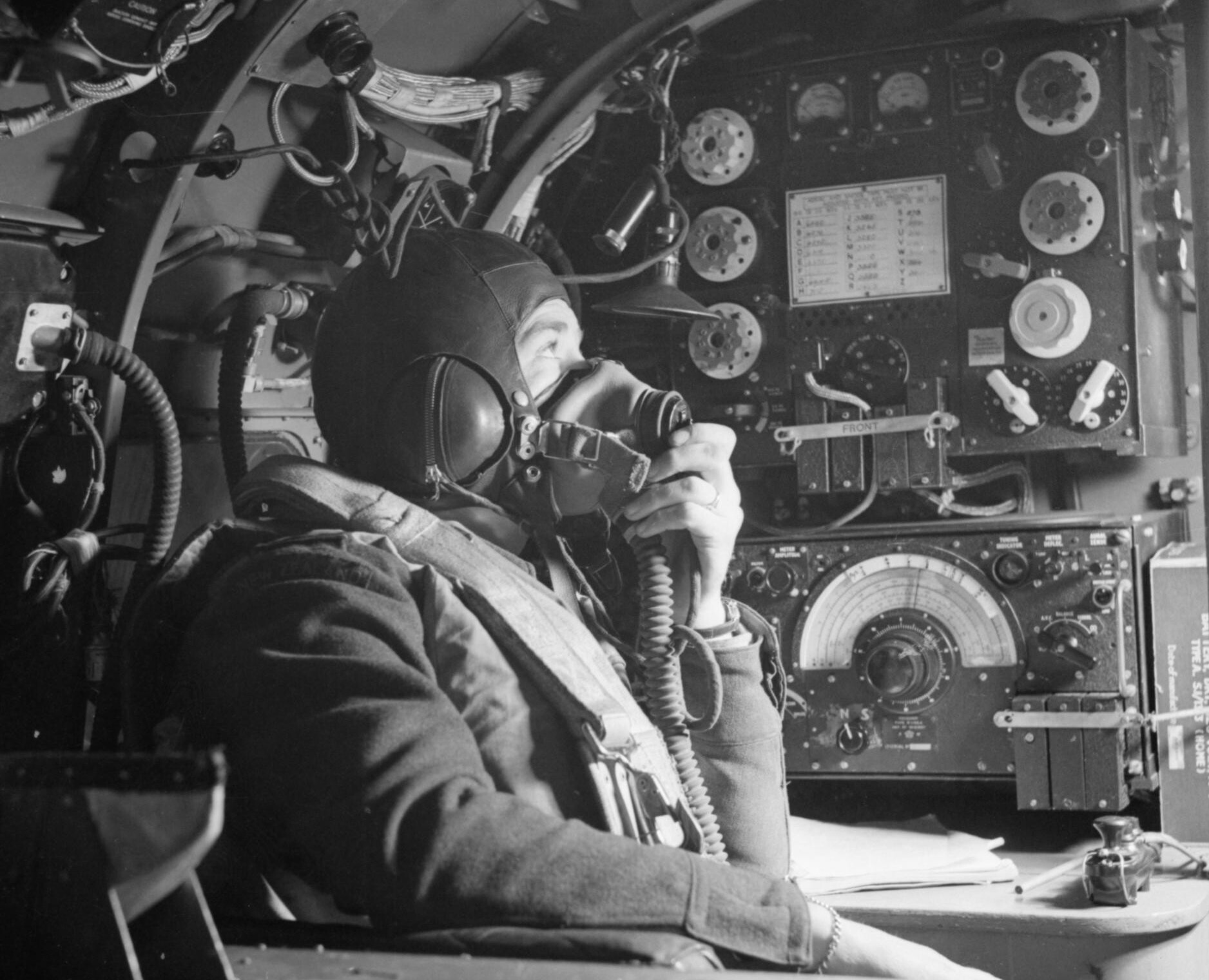
二次大戦中の英空軍爆撃機内。机上右には細長い電鍵が見える。この「アブロ ランカスター」は、初の双曲線航法であるGee、DMEの元祖であるOboe、なども装備していた 。

航空においては地上の諸施設間を結ぶ電気通信も重要であり、多数の通信従事者が働いていた。また飛行場などの対空通信士は、今の管制官や運航管理者のような仕事もしていた。二次大戦の近づくころには電波標識を結ぶ航空路も設けられ、欧米では無線電話を用いた航空管制も出現する。
日本においては1927年から、一定以上の航空機に対し無線の装備が強制されるようになる。だが通信士はその地位が不明確で、正規の乗員とは見なされない場合もあった。航空従事者としての通信士資格は戦時中の1943年に法定されたが、完全施行なされぬままに戦後の航空禁止を迎えた。

#### 二次大戦後の進展
アビオニクスの進歩により電波航法が自動化され、また電話通信の信頼性も向上したので、二次大戦後は操縦士が無線全般を担当できるようになった。日本で戦後に新設された航空無線用の資格 もモールスの技能は必要とせず、管制官などとの電話通信が航空無線の主力になる。
遠距離通信も無線電話が中心となり、専任の通信士が乗務するのは国際線の一部に限られるようになった。そのモールス通信も1960年代前半には消滅し、旅客機のコックピットから通信士が消える。ただ現在でも軍事や海難救助においては、無線通信に専念する乗員の役割は大きい。
航空会社の社内通信（カンパニーラジオ）では従来からのVHF電話に加え、ACARS 等によるデータ通信やインマルサット も多用されており、やはり操縦士が運用している。地上の飛行場や航空会社などの相互間を結ぶ通信は、現在は自動化されたデータ伝送が中心である。なお機内で乗員が公衆通信を取り扱うことはなく、電気通信事業者が提供するWi-Fiも利用者自身が操作する。
航空交通管制のため 地上から航空機に対して行われる無線通信は、管制業務の一環として行なわれる命令の伝達と、操縦者の判断を補助するための情報提供とに大別される。地上間の航空関連通信と同様に、情報提供は管制官とは別職種の専任者によるのが普通であり、資格要件も国際的に定められている。なお国際線など遠距離にある航空機への管制伝達も専任者の担当だが、運輸多目的衛星（MTSAT）によるシステムへの置き換えが進み、管制官が直接行なえるようになりつつある。